# Comitè Zangger
El Comitè Zangger (del nom del seu primer president el suís Claude Zangger) és un règim multilateral de control de les exportacions, que es va constituir el 1971 pels estats exportadors i productors de béns i tecnologies nuclears, després de l'entrada en vigor del Tractat de No Proliferació Nuclear (TNP).
L'objectiu del Comitè és assegurar que les tecnologies nuclears exportades als Estats no posseïdors d'armes nuclears que no s'han adherit al TNP, no siguin desviades per a fins militars.
És precisament perquè el comitè només se centra en els estats que no són parts del TNP que els productors i exportadors de tecnologies nuclears van decidir en 1974 crear el Grup de Proveïdors Nuclears, un nou règim multilateral de control de les exportacions, que cobreix les exportacions nuclears a tots els estats, que formin o no part en el TNP.

## Adhesió
El Comitè Zangger comprèn 39 estats membres:
Sud-àfrica, Alemanya, Argentina, Austràlia, Àustria, Bèlgica, Belarús, Bulgària, Canadà, La Xina, Corea del Sud, Croàcia, Dinamarca, Espanya, Estats Units, Finlàndia, França, Grècia, Hongria, Irlanda, Itàlia, Japó, Kazakhstan, Luxemburg, Noruega, Nova Zelanda, Països Baixos, Polònia, Portugal, República Txeca, Romania, Gran Bretanya, Rússia, Eslovàquia, Eslovènia, Suècia, Suïssa, Turquia i Ucraïna.
La Comissió Europea té la condició d'observador permanent.